# ホラアナライオン

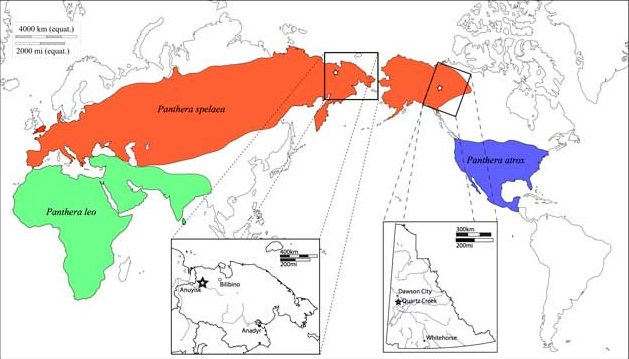
近縁種の分布。
緑：ライオン（Panthera leo）
赤：ホラアナライオン（Panthera spelaea）
青：アメリカライオン（Panthera atrox）

ホラアナライオンまたはドウクツライオンまたはケーブライオン (Panthera spelaea) は、既に絶滅したネコ科の大型肉食動物。更新世に生息していた。現生種であるライオン Panthera leo の亜種 (Panthera leo spelaea) とされる場合もある。

## 関連種
- ヨーロッパホラアナライオン
- アメリカライオン
- ヨウシトラ

## 分布
スペイン以西のユーラシア大陸から北アメリカ大陸（アラスカ・ユーコン）にかけて分布していた。
山口県から産出しているヨウシトラが本種に関連しているのならば、日本列島にも分布していたということになるが、山口県では他にもライオン（P. leo）の可能性がある化石も産出している。

## 特徴と生態
現生のライオンよりやや大きく、たてがみや尾の先の毛は無かったであろうと言われており、クロマニヨン人などの壁画などにもそのような姿で描かれている。しかし、近縁であるヨーロッパホラアナライオンはたてがみを有する。洞窟内および広い草原で行動していたとされ、乾燥し、比較的寒冷な環境を好んでいたようである。
またクロマニヨン人の壁画からは、現生のライオンの種と異なり群れではなく単独で生活していたことや、ウマ類を主な獲物にしていたことが示唆されている。

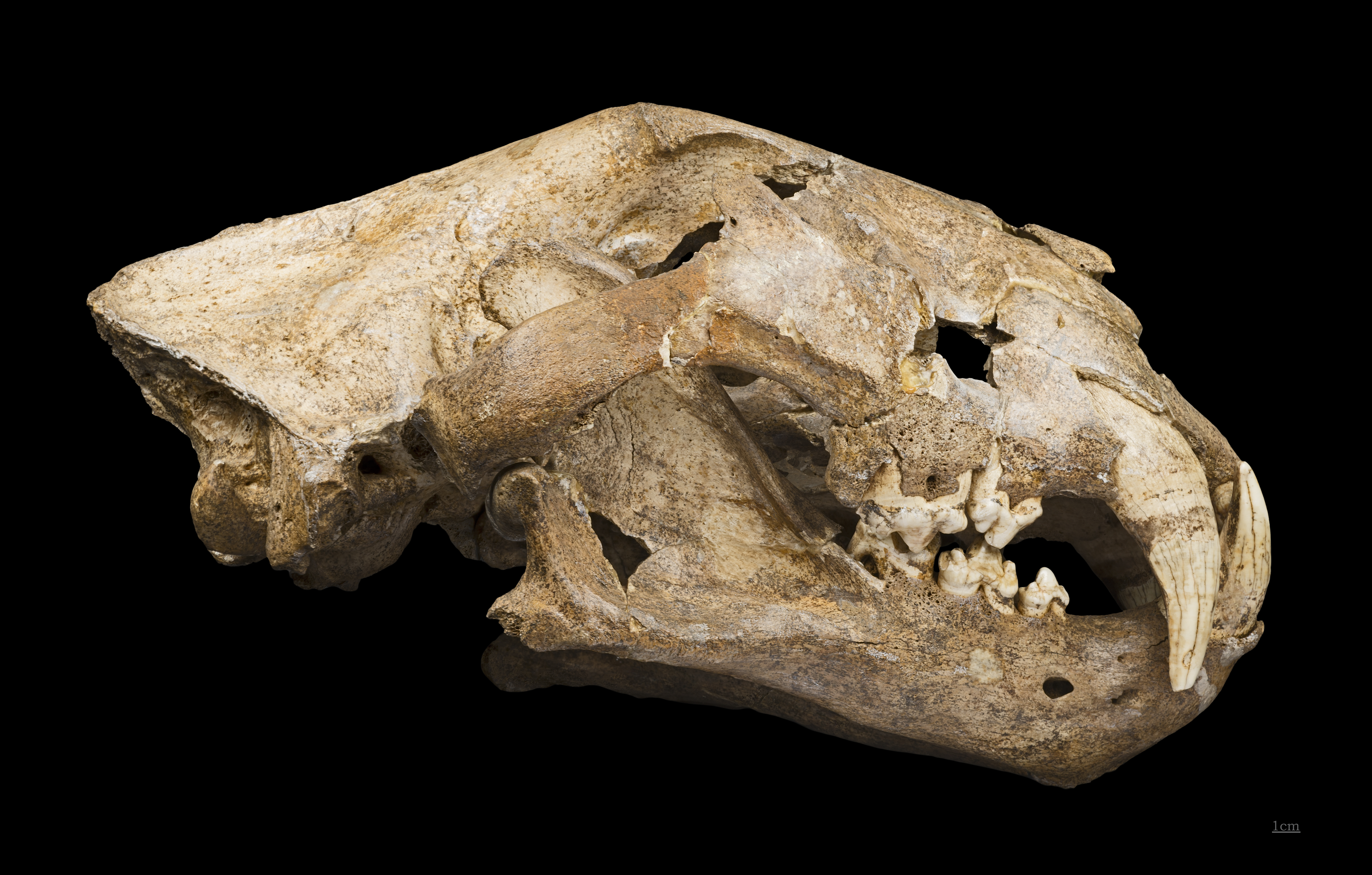
頭骨
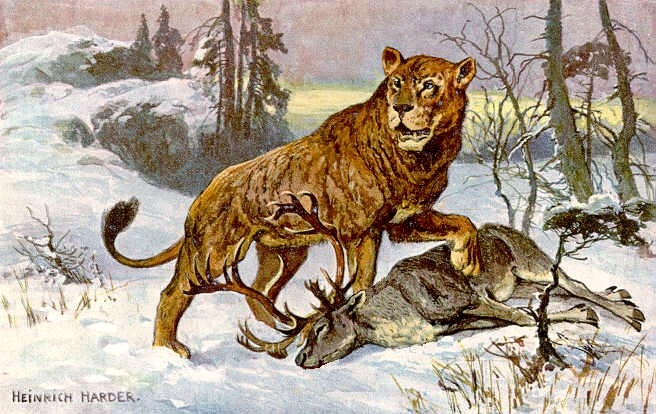
想像図
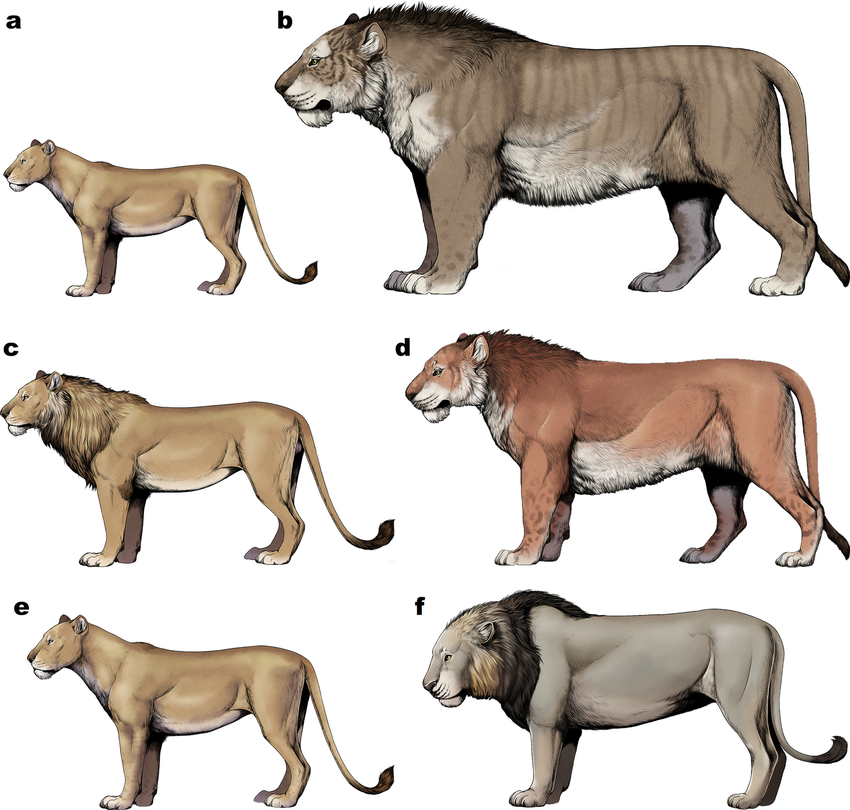
現生のケープライオンとの比較

## 冷凍保存された個体の発見
2015年10月と2017年に、ロシア連邦のシベリアの永久凍土で、冷凍状態のホラアナライオンの子供が合計3頭発見された。先史時代のネコ科動物が、このような良好な状態で発見されたことは例になく、ホラアナライオンおよびその他ネコ科動物に係る今後の研究の発展が期待されている。また、2018年にも北極シベリアの川の近くでホラアナライオンの子どもが見つかっている。